# اضطراب مرگ

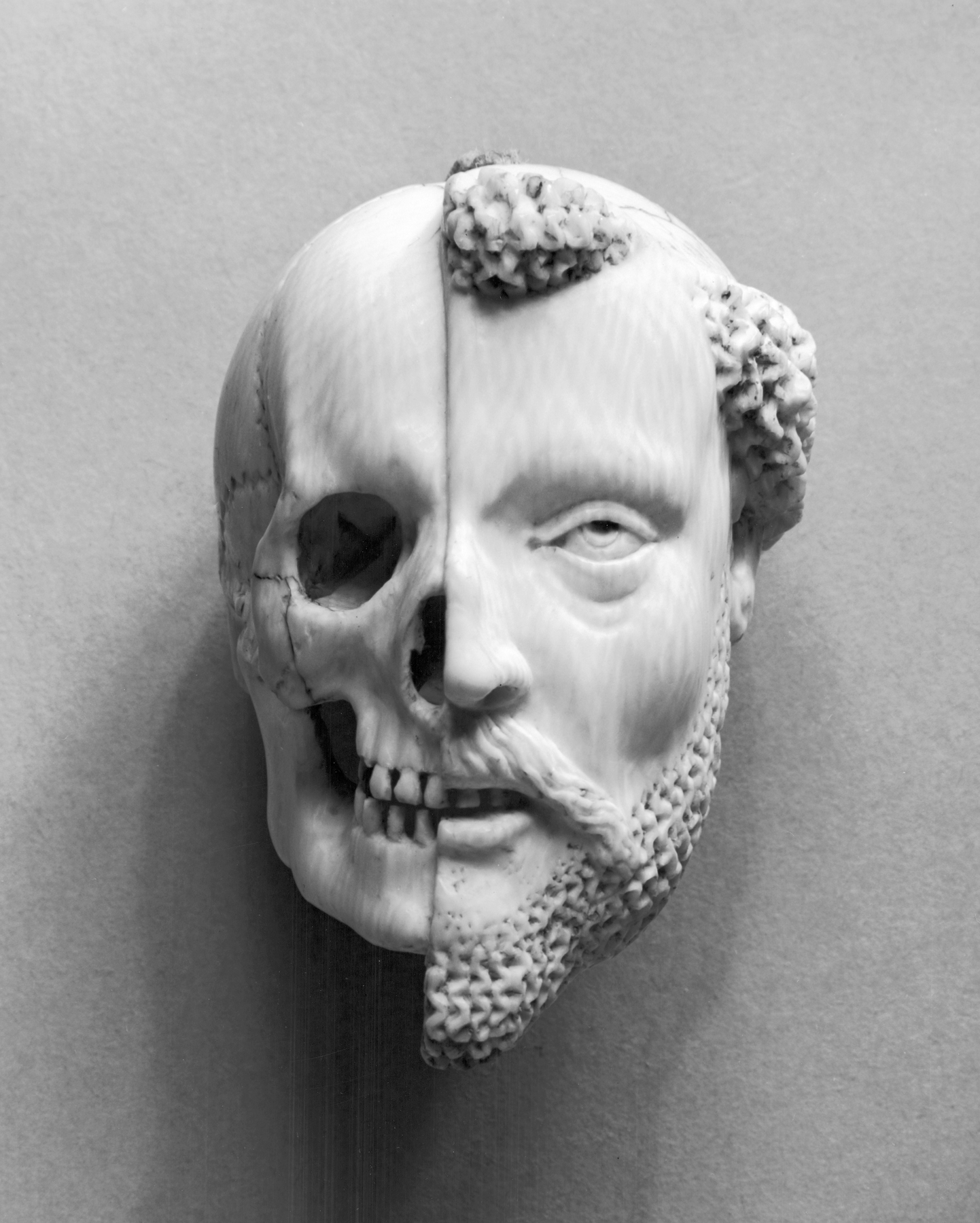
(Walters Art Museum)

اضطراب مرگ (انگلیسی: Death anxiety)، اصطلاحی برای مفهوم‌سازی ترس ناشی از آگاهی از مرگ (Thanatophobia) است که در سطوح مختلف تجربه می‌شود.

## معضل منحصر به فرد انسان
اضطراب مرگ یک معضل منحصر به فرد انسانی است. در سطح ناخودآگاه، اضطراب مرگ می‌تواند به‌طور قابل توجهی دامنه‌های زندگی روزمره و عملکرد انسان را تحت تأثیر قرار دهد
انگیزه انسان برای زنده ماندن، همراه با آگاهی از این که مرگ ممکن است در هر زمانی رخ دهد، این قدرت را دارد که ترس فلج کننده مرگ را ایجاد کند.

## نگرانی
نگرانی و اضطراب (anxiety) یک کوشش فکری و مترادف الفاظ حزن، غم، است. نگرانی کیفیتی نفسانی است که در پی آن، حرکت نفس و حرارت غریزی از داخل و خارج بدن به وجود خواهد آمد تا چیزی که تصور شده است حادث شود و به وجود آید. پس نگرانی عبارت است از توجه نفس به چیزی و ترس داشتن از آن.

## در تاریخ
حماسه گیلگمش در شکل اصلی خود که به عنوان یک سند مکتوب بر روی لوح‌های گلی منتقل شده است، به احتمال زیاد برای مردم بی سواد خوانده می‌شده است، و سپس آنها داستان را در برخی از سنت‌های شفاهی منتقل می‌کنند. از آنجایی که داستان به شکل مکتوب متعهد بود و توسط کاتبان دانشمند به‌طور صادقانه کپی شده بود، حماسه برای هزاران سال حفظ شده است. حماسه گیلگمش مجموعه ای قابل توجه از الگوهای رفتاری خداباورانه است که در طول قرن‌ها به صورت عمودی به عنوان داستان ترس انسان از مرگ و چگونگی کنار آمدن انسان با اضطراب مرگ منتقل شده است. سه تا از داستان‌ها به ترس گیلگمش از مرگ و آرزوی او برای یافتن زندگی ابدی مربوط می‌شد. گیلگمش، پس از مرگ بهترین دوستش، انکیدو، خود را در حال گریه می‌بیند و به مدت هفت شبانه روز بر مرگ دوستش گریه می‌کند و اجازه دفن او را نمی‌دهد. او در غم و اندوه دچار ترس از مرگ می‌شود. او سرانجام تصمیم می‌گیرد که می‌خواهد جاودانگی را بیابد و به دنبال کشف محل سکونت اوتنپیشتی، بازمانده سیل بزرگ است، که می‌تواند به او بگوید چگونه به زندگی ابدی دست یابد. در لبه دریا، گیلگمش در مورد دغدغه خود از شیدوری، خادم الهی مشاوره دریافت می‌کند.
زندگی را که دنبال می‌کنی نخواهی یافت.

زمانی که خدایان انسان را خلق کردند.

مرگ بر بشر را کنار گذاشتند.

زندگی در دستان خودشان باقی مانده است،

تو ای گیلگمش بذار شکمت پر باشه.

روز و شب را شاد کنید.

از هر روز ضیافت شادی بسازید،

روز و شب رقص و بازی! بگذارید لباس‌هایتان تازه و درخشان باشد،

سرت شسته شود در حمام کردن در آب،

به کودک کوچکی که دست شما را می‌گیرد توجه کنید.

بگذارید یک همسر در آغوش شما لذت ببرد،

زیرا این وظیفه یک زن است.

گیلگمش سرانجام اوتنپیشتی را پیدا می‌کند و او راز خدایان را فاش می‌کند: در ته دریا گیاهی است که زندگی ابدی می‌بخشد. گیلگمش با یک قایق حرکت می‌کند، به ته دریا شیرجه می‌رود و گیاه را بازیابی می‌کند. اما مار از آب برمی‌خیزد و بوی گیاه را می‌بوید و می‌خورد. گیلگمش به شدت گریه می‌کند، اما متوجه می‌شود که برای به دست آوردن جاودانگی نمی‌توان کاری کرد.
حماسه گیلگمش مجموعه ای از الگوهای رفتاری خداباورانه مکتوب باستانی خاور نزدیک است که به صراحت به پرسش‌هایی دربارهٔ ترس از مرگ و زندگی پس از مرگ می‌پردازد. دستورالعمل‌های شیدوری مجموعه ای از الگوهای رفتاری است که استراتژی‌های اجتماعی را تعریف می‌کند که قرار است انسان با آن زندگی خود را بگذراند. این الگوهای رفتاری‌ها صریح هستند: «زندگی را که دنبال می‌کنی، نخواهی یافت، / وقتی خدایان بشر را خلق کردند. / مرگ را برای بشر کنار گذاشتند … / به کوچکی که دستت را می‌گیرد توجه کن. / بگذارید یک همسر در آغوش شما لذت ببرد.»

## برخورد
سه نوع مجزا از پذیرش مرگ پیشنهاد شده است (پل تی پی وانگ و گری تی ریکر, 1988):
- فرار از پذیرش - پذیرفتن مرگ به عنوان یک فرار خوش آیند از رنج و درد زندگی
- پذیرش رویکرد -پذیرش مرگ به دلیل اعتقادات فرد در مورد وجود زندگی پس از مرگ مطلوب
- پذیرش خنثی – پذیرش مرگ به عنوان بخشی طبیعی از زندگی، و چیزی خارج از کنترل فرد.

اگرچه هر سه نوع پذیرش مرگ با کاهش سطح ترس از مرگ همراه است، به نظر می‌رسد پذیرش خنثی پایین‌ترین سطح اضطراب مرگ را ایجاد می‌کند. پذیرش خنثی مرگ را می‌توان مشابه رویکرد رواقی در فلسفه یونان دانست، به این معنا که مرگ، مانند بسیاری از سختی‌های زندگی، چیزی است که نه ماتم می‌گیرد و نه جشن می‌گیرد. بلکه با توجه به اینکه خارج از کنترل فرد است، با بی‌تفاوتی نسبی به آن نگریسته می‌شود.

## هوشیاری
بر اساس آموزش‌های اسلامی «هوشیاری نسبت به مرگ»، «تقوا»، «آگاهی از توبه‌پذیری خداوند» از عوامل مدیریت کاهش اضطراب مرگ است.